# 박동신 (국악인)
박동신(朴東信, 1909년 ~ 1992년)은 대한민국의 국악인이다.

## 생애
황해도(현재의 황해남도) 해주시에서 태어났다. 16세 시절에 먹티기라는 별칭을 가진 악사(본명 미상)로부터 해주 삼현육각(海州 三絃六角)을 배우면서 국악에 입문했다. 또한 이호윤·장양선 악사로부터 국악의 소리와 음악 이론을 배웠고, 최용락·오순석으로부터 강령탈춤을 배웠다.
해주에서 열린 각종 향연·축제에서 먹티기·이호윤·장양선 악사와 함께 국악을 연주하여 이름을 알렸다. 광복 이후에 황해남도 연안군에 거주하다가 6·25 전쟁이 터지자 경기도(현재의 인천광역시) 강화도로 이주했다. 1970년에는 대한민국 정부로부터 무형문화재 강령탈춤 기능보유자로 공인받았다. 그 뒤 해주 삼현육각에 사용되는 피리 연주에 뛰어난 면을 보였고, 강령탈춤에 사용되는 탈 제작에도 능숙한 면을 보였다.